# ذبابة منزلية
الذبابة المنزلية أو الذبابة المنزلية الشرقية (الاسم العلمي: Musca domestica)، هي نوع من الحشرات يتبع جنس الذباب موسكا من الفصيلة الذبابية. ويعتقد أن الذبابة المنزلية التي نعرفها الآن قد تطورت في الحقبة المعاصرة الحديثة، ربما في الغرب  الأوسط، وانتشرت في جميع أنحاء العالم. وهي من أكثر أنواع الذباب شيوعاً في المساكن وأماكن الإستيطان البشري. الحشرات البالغة من هذا النوع لونها اخضر ضارب للسواد تتخلله أربعة خطوط داكنة طولية على صدر الحشرة، وهي ذات جسم مُشعِر بعض الشئ ولها زوج وحيد من الأجنحة الغشائية (جناحان اثنان فقط). ولها أيضاً عينان حمروان، وتتباعد العينان قليلاً في الأناث عن الذكور وتكون الأناث ذات حجم أكبر قليلاً من الذكور.

## التكاثر
تتزاوج الذبابة الأنثى عادة مرة واحدة فقط وتقوم بتخزين الحيوانات المنوية لاستخدامها لاحقاً. وهي تقوم بوضع بيضها على المواد العضوية المتحللة مثل القمامة، أو الجيف، أو البراز في دفعات تصل لحوالي 100 بيضة في الدفعة الواحدة. وسرعان ما يفقس البيض ويخرج منه نَغَف (يرقات تشبه الديدان) أبيض عديم الأرجل والذي بعد 2-5 أسابيع من النمو يتحول إلى شرانق ذات لون بني مائل للحُمرة، طولها حوالي 8 ملم (0.3 بوصة). ويعيش الذباب البالغ في العادة لفترة تتراوح من 2 إلى 4 أسابيع ولكن يمكنه أيضاً الدخول في سبات شتوي خلال فصل الشتاء. يتغذى الذباب البالغ على مجموعة متنوعة من المواد السائلة أو شبه السائلة بجانب قدرته علي امتصاص المواد الصلبة التي يقوم بتحليلها وتحويلها إلى مادة سائلة عن طريق اللعاب.

## الأكل
تقوم الذبابة عند التغذي بمد شَفاها من أسفل رأسها إلى السطح المقابل له، مكونة بذلك أنبوباً لامتصاص الطعام، وإذا نظرت بدقة إلى الأنبوب الماص لوجدت ان الطرف الملامس لسطح الطعام متسعا وكأنه مكنسة كهربائية. بعد ذلك تبدأ الذبابة بفرز انزيم لُعابي ليمكنها من تحليل الطعام وتحويله إلى مادة سائلة لمساعدتها على امتصاصه خلال الأنبوب. لذلك فالذبابة تبدأ بهضم الطعام قبل أن يدخل إلى جسمها. فالطعام الذي دخل في جوف الذبابة لم يعد نفسه الطعام الذي سلبته.

## الأضرار
أضرار الذبابة المنزلية تفوق خطر القنابل الذرية فهي تحمل كائنات مُمرِضة أو مسببة للمرض على أجسادها وفي برازها ويمكنها أن تلوث المواد الغذائية وأن تساهم في نقل الأمراض المنقولة عن طريق الغذاء، ولهذه الأسباب فهي تعتبر من الآفات ولذلك يستخدم رذاذ الذباب لمكافحتها، ولكن وجد لها منفعة إذ تم استخدامها في المختبر في مجال البحوث المتعلقة بالشيخوخة وتحديد الجنس.